# Murovdağ
De Murovdağ is een gebergte in de Kleine Kaukasus in Azerbeidzjan en Nagorno-Karabach. Het hoogste punt van het gebergte is 3.724 meter boven zeeniveau.